# Western Conference (NHL)
La Western Conference (in francese: Conférence de l'Ouest) è una delle due conference della National Hockey League (NHL) utilizzata per dividere le squadre. La sua controparte è la Eastern Conference.
Nota precedentemente con il nome di Clarence Campbell Conference (o Campbell Conference), venne creata nel 1974 quando la NHL riorganizzò le proprie squadre in due conference e quattro divisioni. Dato che le nuove conference e divisioni non avevano particolari riferimenti con la geografia del Nord America, i riferimenti geografici vennero rimossi. La conference prese il nome dal Clarence S. Campbell Bowl, trofeo che attualmente viene assegnato alla squadra vincitrice della conference.
Le conference e le divisioni vennero riorganizzate nel 1981 per riflettere meglio le ubicazioni geografiche delle squadre, ma i nomi esistenti vennero mantenuti, e la Campbell Conference divenne la conference delle squadre localizzate nell'Ovest del Nord America. I nomi delle conference e delle divisioni vennero infine cambiati nel 1993 per inquadrare meglio le zone geografiche. Il nuovo commissario della NHL di quel periodo, Gary Bettman, fece il cambiamento per aiutare chi non seguiva l'hockey a capire meglio il gioco, in modo analogo alla NBA. La NFL e la MLB invece, mantengono una suddivisione geografica riguardante le sole divisioni all'interno di due league che coprono l'intero territorio nordamericano.

## Divisioni
Prima della riorganizzazione del 1993, la Campbell Conference consisteva di due divisioni: la Norris Division e la Smythe Division. Fino al 2013 invece la Eastern Conference comprese 15 squadre suddivise in tre divisioni: Central, Northwest, e Pacific. Dopo la riforma del 2013 le divisioni tornarono ad essere solo due:
Pacific Division
- Anaheim Ducks
- Calgary Flames
- Edmonton Oilers
- Los Angeles Kings
- San Jose Sharks
- Seattle Kraken
- Vancouver Canucks
- Vegas Golden Knights

Central Division
- Chicago Blackhawks
- Colorado Avalanche
- Dallas Stars
- Minnesota Wild
- Nashville Predators
- St. Louis Blues
- Utah Hockey Club
- Winnipeg Jets

## Campioni

### Vincitori del Clarence S. Campbell Bowl
- 1993-94 -  Vancouver Canucks
- 1994-95 -  Detroit Red Wings
- 1995-96 -  Colorado Avalanche
- 1996-97 -  Detroit Red Wings
- 1997-98 -  Detroit Red Wings
- 1998-99 -  Dallas Stars
- 1999-00 -  Dallas Stars
- 2000-01 -  Colorado Avalanche
- 2001-02 -  Detroit Red Wings
- 2002-03 -  Mighty Ducks Anaheim
- 2003-04 -  Calgary Flames
- 2004-05 - non disputato a causa del lockout
- 2005-06 -  Edmonton Oilers
- 2006-07 -  Anaheim Ducks
- 2007-08 -  Detroit Red Wings
- 2008-09 -  Detroit Red Wings

- 2009-10 -  Chicago Blackhawks
- 2010-11 -  Vancouver Canucks
- 2011-12 -  Los Angeles Kings
- 2012-13 -  Chicago Blackhawks
- 2013-14 -  Los Angeles Kings
- 2014-15 -  Chicago Blackhawks
- 2015-16 -  San Jose Sharks
- 2016-17 -  Nashville Predators
- 2017-18 -  Vegas Golden Knights
- 2018-19 -  St. Louis Blues
- 2019-20 -  Dallas Stars
- 2020-21 -  Montreal Canadiens
- 2021-22 -  Colorado Avalanche
- 2022-23 -  Vegas Golden Knights
- 2023-24 -  Edmonton Oilers

### Squadre vincitrici della Stanley Cup
- 1974-75 -  Philadelphia Flyers
- 1979-80 -  New York Islanders
- 1980-81 -  New York Islanders
- 1983-84 -  Edmonton Oilers
- 1984-85 -  Edmonton Oilers
- 1986-87 -  Edmonton Oilers
- 1987-88 -  Edmonton Oilers
- 1988-89 -  Calgary Flames
- 1989-90 -  Edmonton Oilers
- 1995-96 -  Colorado Avalanche
- 1996-97 -  Detroit Red Wings
- 1997-98 -  Detroit Red Wings
- 1998-99 -  Dallas Stars

- 2000-01 -  Colorado Avalanche
- 2001-02 -  Detroit Red Wings
- 2006-07 -  Anaheim Ducks
- 2007-08 -  Detroit Red Wings
- 2009-10 -  Chicago Blackhawks
- 2011-12 -  Los Angeles Kings
- 2012-13 -  Chicago Blackhawks
- 2013-14 -  Los Angeles Kings
- 2014-15 -  Chicago Blackhawks
- 2018-19 -  St. Louis Blues
- 2021-22 -  Colorado Avalanche
- 2022-23 -  Vegas Golden Knights